# Klaus Miebach
Klaus Miebach (* 19. April 1944 in Nürnberg) ist ein deutscher Jurist und ehemaliger Richter am Bundesgerichtshof.

## Leben
Klaus Miebach studierte an der Philipps-Universität Marburg und wurde Mitglied der Burschenschaft Alemannia Marburg. Er begann seine juristische Karriere 1973 im Justizdienst des Landes Nordrhein-Westfalen. Dort wurde er  bei der Staatsanwaltschaft Münster sowie bei dem Landgericht und dem Amtsgericht Dortmund als Richter auf Probe eingesetzt. Er wurde 1975 an das Bundesministerium der Justiz abgeordnet und 1976, während die Abordnung andauerte, zum Richter am Landgericht ernannt. Es folgte schließlich die Versetzung zum Bundesjustizministerium unter der Ernennung zum Regierungsdirektor. Von dort wurde er 1984 bis 1990 beurlaubt und war in dieser Zeit in der Arbeitsgruppe Recht der CDU/CSU-Fraktion des Deutschen Bundestages tätig. In dieser Zeit bei der Fraktion wurde er 1988 dann Ministerialrat.
1990 erfolgte die Berufung als Richter am Bundesgerichtshof, wo er dem 3. Strafsenat bis zum Eintritt in den Ruhestand am  30. April 2009 angehörte. Der Senat ist zuständig für Staatsschutzstrafsachen, für Strafsachen nach dem Außenwirtschaftsgesetz und für die allgemeine Revision gegen Urteile aus den Bezirken der Oberlandesgerichte Celle, Düsseldorf, Oldenburg und Schleswig. Während der Tätigkeit am Bundesgerichtshof war Miebach maßgeblich an Urteilen zur Strafbarkeit von Mitarbeitern des Ministeriums für Staatssicherheit (MfS) der DDR, v. a. dem Urteil gegen Markus Wolf, zur Strafbarkeit wegen Brandstiftung bei Rettungshandlungen Dritter und zum Subventionsbetrug beteiligt. Er gehörte für seinen Senat dem Gemeinsamen Senat der obersten Gerichtshöfe des Bundes an und war unter anderem der stellvertretende Geheimschutzbeauftragte des Bundesgerichtshofes.
Neben der richterlichen Tätigkeit befasste Miebach sich auch wissenschaftlich mit dem Strafrecht. Er ist Gründer, Mitherausgeber der Neuen Zeitschrift für Strafrecht (NStZ), und ist Schriftleiter des NStZ-Rechtsprechungsreports (NStZ-RR), der Neuen Entscheidungssammlung für Strafrecht (NStE), und Mitherausgeber und Mitautor des Münchener Kommentars zum Strafgesetzbuch und zum Nebenstrafrecht und Mitautor des Münchener Kommentars zur Strafprozessordnung.